# Меженець
Меженець (пол. Mierzeniec) — село в Польщі, у гміні Ґзи Пултуського повіту Мазовецького воєводства.
Населення — 96 осіб (2011).
У 1975-1998 роках село належало до Цехановського воєводства.

## Демографія
Демографічна структура станом на 31 березня 2011 року:
|          | Загалом | Допрацездатний вік | Працездатний вік | Постпрацездатний вік |
| -------- | ------- | ------------------ | ---------------- | -------------------- |
| Чоловіки | 49      | 9                  | 34               | 6                    |
| Жінки    | 47      | 9                  | 24               | 14                   |
| Разом    | 96      | 18                 | 58               | 20                   |